# Internationales Aluminiumkartell

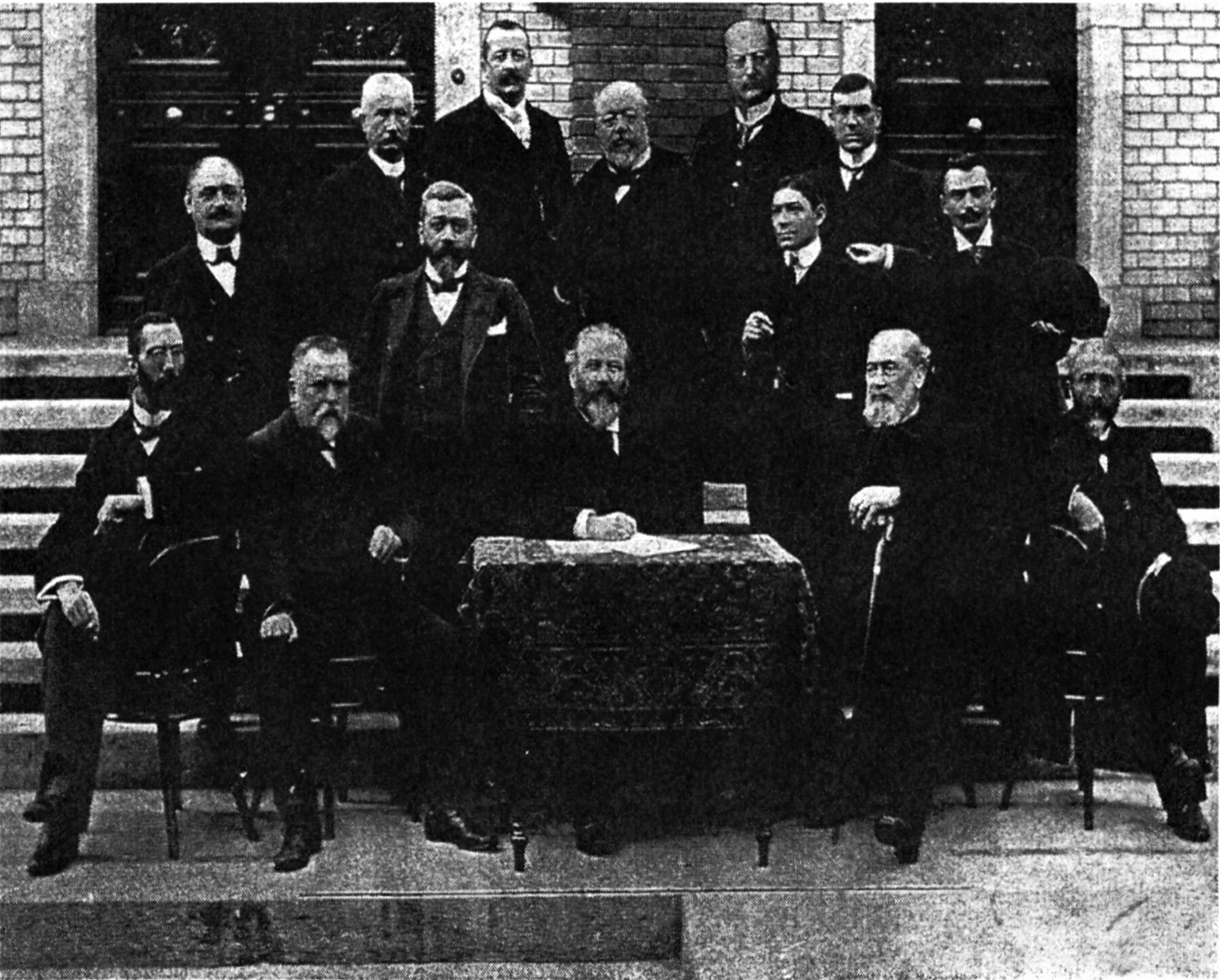
Internationales Aluminiumkartell von 1901, Gründungsversammlung

Das Internationale Aluminiumkartell war ein Zusammenschluss vor allem europäischer Aluminiumproduzenten oder deren nationaler Kartellgruppen. Die amerikanische ALCOA war zeitweilig angeschlossen. Das Kartell bestand mit Unterbrechungen und unter erheblichen Veränderungen zwischen 1901 und 1978.

## Geschichte
Die Herstellung von Aluminium war eine von Anfang an internationale Branche. In der ersten Phase der Industrialisierung waren die Hersteller in Europa, außerhalb Frankreichs, gezwungen, bei der Aluminium Industrie AG (AIAG) in Neuhausen, eine Lizenz für die Patente des Mitinhabers Paul Héroult zu erwerben. Die französischen Produzenten organisierten sich in der Cie. de Produits Chimiques et Electrometallurgiques d'Alais Froges et de la Camargue (AFC), die das ältere Deville-Verfahren anwandten, bis sie in den 1890er Jahren auf die Hall-Patente der Pittsburgh Reduction Co. umstiegen, die 1896 mit der AIAG eine Vereinbarung traf, die bestimmend für das erste Aluminium-Kartell wurde. Nach einer Phase bilateraler Abmachungen, die von Knowhow-Kontrolle und Lizenzierungen unter den Herstellern geprägt war, begann die internationale Kartellierung 1901 mit der Gründung der Aluminium Association. Als Syndikatskartell mit gemeinsamer Verkaufsstelle angelegt, zerbrach der Verband bereits 1908 an Outsider-Konkurrenz und Quotenrivalität. Die Aluminium Co of America (Alcoa), Nachfolgerin der Pittsburgh Reduction Co, die dem Kartell noch nicht beigetreten war, organisierte zwei Tage vor der Unterzeichnung die 100%ige Übernahme der Northern Aluminium Co, die zu den Unterzeichnern gehörte. Die Vereinbarung garantierte den zahlreichen Mitgliedern ihre als „closed“ bezeichneten Inlandsmärkte. Der US-Markt war für europäische Hersteller geschlossen, während der Rest der Welt (einschließlich Deutschland) „offener“ Markt wurde, in dem Verkäufe nur zu den im Kartell vereinbarten Preisen erfolgen durften.
Nach der Auflösung dieses Kartells versicherten AIAG und Northern, sich gegenseitig ihrer spezifischen Inlandsmärkte und teilten die anderen zu festgesetzten Preisen untereinander auf. Wegen des begrenzten Inlandsmarktes dominierte AIAG zu dieser Zeit den europäischen Export, obwohl ihre Metallproduktion geringer war als die der französischen Gruppe.
Das zweite internationale Kartell wurde 1912 in weniger zentralisierter Weise neu gegründet, jedoch mit der zusätzlichen Verpflichtung, den Mitgliedern zu untersagen, mit Nichtmitgliedern zu handeln. Dieses Abkommen wurde am 23. Januar 1915 suspendiert. Im Ersten Weltkrieg bildete sich unter den Kartellmitgliedern der Westmächte ein Kriegskartell für Aluminium. Dieses ließ jede Verbundenheit mit den bisherigen Kartellpartnern der anderen Seite vermissen, so wie sie von anderen Kartellen (etwa der Technologiepartnerschaft zwischen Standard Oil und IG Farben) bekannt ist. Über die Untersuchungszeit war die amerikanische Seite ALCOA in nationaler Monopolstellung meist ein schwieriger Partner.
Nach dem Ende des Ersten Weltkriegs wurde das Kartell nicht unmittelbar wiederbelebt. Inzwischen hatte eine neue Entwicklung die Wettbewerbssituation verändert: Deutschland war nach Gründung der Vereinigten Aluminium-Werke, an denen der Staat zur Hälfte beteiligt war, ein großer Produzent geworden. Zunächst wurde 1923 ein Gentlemen‘s Agreement zwischen den europäischen Produzenten vereinbart und 1926 bzw. 1928 erneuert. Es beinhaltete:
1. Kontrolle der Verkäufe der Mitglieder auf der Basis von Quoten-Regelungen,
2. Anwendung dieser Quoten für Inlandsverkäufe und Exporte,
3. Anwendung der Quoten sowohl für Barren wie für Legierungen,
4. Vierteljährliche Nachweispflicht,
5. Festsetzung eines Standard-Preises.

Im Oktober 1931 wurde dann die Allianz Aluminium Compagnie (AAC), Basel, mit einem Stammkapital von CHF 35 Millionen gegründet, das in 1.400 Klasse-A-Anteile zu je 100 m³ Produktionskapazität pro Jahr aufgeteilt war sowie 1.200 Anteile für Aufstockungen oder für neue Mitglieder:
- British Aluminium Company, Kinlochleven (in den 1950ern übernommen von Reynolds Aluminium, danach von Alcan): 210 Anteile
- Aluminium Limited, Toronto (später: Alcan): 400 Anteile
- L‘Aluminium Francaise (später: Pechiney): 299 Anteile
- Vereinigte Aluminium Werke AG, Lauta: 275 Anteile
- Aluminium Industrie AG, Chippis (später: Alusuisse): 216 Anteile

Die Allianz wurde geführt von einem Vorstand und einem Verwaltungsrat. Ersterer war zuständig für Entscheidungen und Statuten zur Vorlage an die Generalversammlung, Kapitaländerungen, finanzpolitische und für die Gesellschaft wesentliche Angelegenheiten sowie die Umsetzung von Beschlüssen des Verwaltungsrates. Der Vorstand bestand mehrheitlich aus Schweizer Bürgern, entsprechend den unternehmensrechtlichen Vorgaben. Außerhalb des Kartells blieben die USA, die UdSSR und Japan.
Die Einhaltung der Quoten wurde überwacht durch Wirtschaftsprüfer der PwC, die Zugang zu allen Produktionsstätten hatten. Das Kartell legte Mindestpreise fest und kaufte Lagerbestände oberhalb von 40 t je Allianz-Anteil auf. Es unterschied zwischen Inlands- und Auslandsmarkt, wobei es den US-Markt als Inland behandelte.
Die Gebrüder Giulini, Martigny, die schon das zweite Kartell nicht unterzeichnet hatten, wurden 1934 durch einen eigenen Vertrag angeschlossen, dessen Verpflichtungen die deutsche Gruppe (VAW und Aluminiumwerke AG) übernahm. Deutschland konnte seine Produktion unter der Auflage aufstocken, dass es diese nicht exportierte. Giulinis Aluminiumhütte in Mundenheim wurde 1936 geschlossen.
1936 wurden mit einer neuen Kartellvereinbarung Strafzölle bei Überproduktion verhängt, die allerdings zwei Jahre später angesichts der allgemeinen Steigerungen durch die Rüstungswirtschaft außer Kraft traten. Nach der Niederlage Frankreichs verfügte die deutsche Gruppe über 574 Anteile, die britische und kanadische Gruppe 610 Anteile.
1941 lehnte der Vorstand den Antrag der deutschen Gruppe ab, sämtliche im Ausland deponierten Finanzanlagen in die Schweiz zu transferieren, ab. Nach der zuletzt am 31. Oktober 1942 veröffentlichten Bilanz waren zu dieser Zeit 7.401.631 CHF in der Schweiz in Gold angelegt, 4.941.474 CHF in Kanada, neben 1,3 Millionen US-Dollar Kassenbestand. Die Verbindlichkeiten waren für die 1400 Anteile mit je 25.000 CHF bewertet.
Nach dem Zweiten Weltkrieg bestand das internationale Aluminiumkartell in loser Form weiter. Die unternehmerischen Spielräume waren durch nationalstaatliche Eingriffe eingeschränkt. Das Kartellverhältnis endete 1978 nach Zerrüttung durch Marktveränderungen und Kriminalisierung durch die Europäische Kommission. Im Endeffekt übernahm die London Metal Exchange die Gestaltung des Aluminiummarktes, für den nunmehr Futures verkauft wurden. Dass jene Neoliberalisierung für die Weltwirtschaft von Vorteil war, stellt der Kartellhistoriker Marco Bertilorenzi per Indizien in Zweifel: die Preisstabilität wurde reduziert und eine Entwicklung zu „huge transnational conglomerates“ eingeleitet. Wie eine Bestätigung erscheint die Kartellklage (der Aluminiumproduzenten) von 2013, die Metallbörse LME und Goldman Sachs hätten „im Lagermarkt“ von Aluminium „wettbewerbsfeindlich und monopolistisch“ Preise manipuliert.